# Баљио Капотеле (Трапани)
Баљио Капотеле је насеље у Италији у округу Трапани, региону Сицилија.
Према процени из 2011. у насељу је живело 28 становника. Насеље се налази на надморској висини од 112 м.